# フルーツバスケットの登場人物
フルーツバスケットの登場人物（フルーツバスケットのとうじょうじんぶつ）では、高屋奈月原作の漫画『フルーツバスケット』に登場する架空の人物について記述する。
担当声優は、1999年発表のドラマCD版 / テレビアニメ版第1作、2005年発表のドラマCD、2012年発表のまんがDVD版 / テレビアニメ版第2作の順。1人しか記載がない場合は基本的にはテレビアニメ第2作でのキャスト。
髪色や瞳の色はアニメ第1作では原作から変更され、オリジナルのカラーリングとなっている。アニメ第2作は原作に合わせられている。
なお、登場人物の星座・血液型・身長・体重について記載されている資料も存在するが、2019年以降は公式には設定されていないものとなっている。

## 主要人物
本田 透（ほんだ とおる）
声 - 小西寛子 / 堀江由衣 / 石見舞菜香
ニックネームは、とーる、透君。
本作の主人公。海原高校に通う女子高生。父親を真似た少し変わった敬語を話す。趣味は家事で、居候している紫呉宅では家事全般を担う。
両親を亡くし、ビル清掃のアルバイトで自活する直向きで逞しい少女。明るく真面目で、自分のことよりも他人のことを思う優しい性格であり、演技でも誰かを怒ったり（シンデレラの劇で義姉に選ばれたときも由希に出来ないと見抜かれた）罵ったりすることが出来ない。どんなものでもありのまま受け入れることの出来る慈悲深さを持つが、かなりの天然ボケで少々ズレた所もある。
両親の死後に父方の祖父に引き取られたが、祖父が娘家族（透の父方の叔母家族にあたる）と同居することになり、家を改装する間、草摩家の敷地内の山で独りでテント暮らしをしていた。紫呉の家に偶然訪れたことがきっかけで、紫呉に勧められる形で草摩家に身を寄せることになり、その後、改装が済んだために戻った叔母家族の家に由希と夾が迎えに来たことで、本格的に草摩家に居候することになる。
草摩家に同居し、物の怪憑きに生まれてくることで連鎖する十二支達の苦悩や悲しみを深く知ることによって、呪いを解きたいと強く思うようになる。
高校を無事に卒業するという約束を母と交わしており、そのため自宅学習は欠かしていないが、海原高校はレベルがやや高めのため成績は中の下で、特に物理・英語が苦手。また、幼い頃から小さなアパートでつつましい生活をしてきたためか、とてつもなく世間知らずである。
本人は戌年生まれだが、幼い頃、母に十二支の話をよく聞かされ、猫が可哀想だという理由から猫年生まれになりたいと思っていた。
幼い頃に父親を亡くし、高校1年生まで母・今日子の手で大切に育てられたために、彼女亡き後も強く慕っている。一方、祖父を除いた父方の親戚からは母共々冷遇され、母も両親から絶縁されていたために頼れる親族がほとんどおらず、学校でいじめも経験するなど（本人はあまり自覚が無かったが）、母親と祖父以外の相手からはまともな情を受けられない不遇な少女時代を過ごした。そんな中で幼い頃に迷子になった自分を助けてくれた「帽子の少年」に憧れており、その時に少年がくれた帽子を今でも大切にしている。
物語の時間の流れとともに夾に惹かれていく。しかし今日子の死後、常に母親を想い続けることで、思い出は色褪せることはないと信じ、ずっと一緒に居たい存在は母だと決心したため、その変化はいけないものだと思い怯えていた。また、幼少期に父・勝也を亡くした際、葬儀場で今日子を嫌う心無い親戚から「勝也にちっとも似ていない」と聞こえよがしに心無い言葉を吐かれ、さらにそのショックで自暴自棄に陥っていた今日子が家を空けて置いていかれる恐怖を味わった経験がトラウマになっている。こうした経緯から、少しでも父の存在に自分を近づけようと口調を真似るようになったことがきっかけで、現在の少しピントのずれた敬語を話すようになった。
自分が今日子を手放そうとしている事実や、母を連れて行かれたくない想いから父に対して、悪者のような感情を抱いていた過去など、蓋をしていた気持ちを誰にも打ち明かせずに居た。しかしそんな感情を夾に告白した際、「幻滅しない」と受け止めてもらえたことで、一層彼への想いは深まっていく。
夾への感情が同情なのかと指摘された時には、十二支の皆を解放したい気持ちは詭弁で、夾を救いたい想いが他の何よりも強いことを語り、彼へ自分の想いを告げることを決意する。夾の、今日子の事故への関与を知っても、彼を想う感情は変わらず、懺悔する彼の姿を愛おしいと感じた。
罪の意識ゆえに透を受け入れられず、立ち去った夾を追いかけようとした際に現れた慊人に今日子の姿を重ね、彼女の抱えた孤独を知る。慊人との問答を経て、置いていかれる恐怖、永遠や絆を願う彼女の気持ちに触れ、自分と同じ痛みを感じ、彼女の対等な存在として「友達になりたい」と願い、隣に寄り添おうとする。
雨で緩んだ地盤の影響で崖崩れに巻き込まれるが、命に別状はなく、退院の日に夾から想いを告げられ、恋人関係になる。
最終回には由希から「お母さんのような存在だった」と打ち明けられ、初めて「透」と名前で呼ばれる。
高校卒業後は、夾と共に紫呉の家を旅立つ。後に神前結婚式を挙げ、二人で共に過ごした。夾との間に2男1女を儲けており、このうち長男のはじめは「another」でレギュラーとして登場。
髪と瞳はこげ茶色。アニメ第1作では緑を帯びた青い瞳。
草摩 由希（そうま ゆき）
声 - 久川綾 / 久川綾 / 島﨑信長、島袋美由利（幼少期）
ニックネームは王子、ゆんちゃん、ゆんゆんなど。趣味は家庭菜園。
十二支の鼠（子）の物の怪が憑いている。十二支の頂点にして神に一番近い特別な存在とされており、神と同じくらい子年が生まれてくるのは珍しい。
透の同級生。いかにも優しげで眉目秀麗、成績優秀、文武両道なため、学校内では熱烈なファンクラブ「プリンス・ユキ」まで作られるほどの人気だが、本人は全く無自覚で、どこか近寄りがたい雰囲気を持つ。また、自分をつまらない人間だと思い込み、中性的な顔にコンプレックスを抱いている。夾とは犬猿の仲だが、彼の人を惹き付ける人格を羨ましいとも思っている。
高校入学を機に紫呉の家に居候をはじめた。幼少期は草摩での立場を重んじた母親の意思により、当主に気に入られることを第一として、慊人の遊び相手として過ごしていた。その頃はまだ幼く、何に対してもさして疑問を向けることなく、慊人も癇癪は起こしたものの、無邪気な性格だったため問題なく生活していた。しかしある一件以来、慊人が捩れてからは、彼女によって精神的なダメージを負わされる。同時期に友人に変身体質を知られ、記憶隠蔽によって唯一の友人を失くしたことがトラウマで、自身に深く立ち入られることを恐れていた。母親の「愛情」を求めており、自分に母親のように温かく接してくれた透に「母性愛」を感じるが、そんな自分に戸惑い、彼女を女性として見ているのだと思い込もうとしていた。
物語中盤に生徒会長に指名されるも暫くの間は断り続ける。しかし、杞紗を見て自分が逃げていることに気付き、生徒会長後任の件を受諾。副会長の真鍋翔とも、初めは馬が合わなかったものの後に良い友人となっている。兄・綾女とも疎遠だったが、彼が変わって行くと同時に、徐々に関係回復の兆しを見せている。
生徒会のメンバーで、一年後輩の倉伎真知に対しては当初、無口な翔の妹という存在でしかなかったが、彼女の「王子なんかじゃない」という発言をきっかけに、次第に興味を持ち惹かれていく。
実は、透が憧れている「帽子の少年」の正体（帽子自体は夾のものだったが、風に飛ばされた時に由希に拾われたことを嫌悪し帽子を手放した）。夾に憧れていたことを彼に告げたことでわだかまりが解け、その後の関係は良い喧嘩友達のような、穏やかなものに変わっている。
最終回では無事大学に合格し、1人暮らしを始め、真知とも順調に交際している。十二支の中で最後に呪いが解けた。
折り鶴もまともに折れないほど手先が不器用という欠点があり、彼の作る料理は壊滅的にまずい（食べた紫呉曰く「危うく黄泉行くとこだった」とのこと）。
気管支炎が持病で、幼い頃はたびたび発作を起こすなど、身体が弱かった。成長したのちは発作は少なくなっているが、発熱など風邪をひいた場合には油断できない。発作が起きている最中は、鼠に変身するとさらに病状が悪化する。
名前の由来は「雪見月（ゆきみづき / 12月）」から名付けられたと紹介されていることがあるが、作者曰く「由希は例外です。月の名前じゃないです。いいカンジの音が無かったのと、「ゆき」という音が頭に降ってきたので」と単行本14巻105ページの柱に記されている。
作者は『フルーツバスケット ファンブック〔宴〕』にて、由希をもう1人の主人公として描いてきたことを明かしている。
髪と瞳は濃いグレー。アニメ第1作では深い紫の瞳。
草摩 夾（そうま きょう）
声 - 関智一 / 関智一、池田恭祐（幼少時）、近野桂介（中1頃） / 内田雄馬、泊明日菜（幼少時）
ニックネームはキョン、きょんきょん、きょんちゃん、キョン吉。趣味は格闘技。
十二支に入れなかった猫の物の怪が憑いている。他の十二支とは違い、猫の姿の他に「本来の姿」である異形の姿が別に存在する。
透や由希と同学年の、短気でぶっきらぼうな少年。透が紫呉宅に居候することになった初日に、由希に喧嘩を吹っかけにきてそのまま紫呉宅に居候し、海原高校に編入することになる。最初は透にも無愛想な態度を取っていたが、徐々に親しくなる。
母親は、夾の凶悪で醜く腐敗臭を放つ「本来の姿」を受け入れられずに自殺したが、表向きは事故死ということになっている。夾自身は、母親が嘘をつき続けながら共に生きていることを見抜き、それがさらに彼の心の傷を深めていった。そのため、夾は母が自分を殺さず、自殺した理由を今でも深く考えている。母親の死後は父親からも放棄され、藉真に育てられることで初めて人の愛情を知った。また藉真からは武術も習っており実力も相当なものだが、由希には勝てずに彼をライバル視している。猫を騙した鼠の物の怪憑きであり、周りから誕生を祝福され、恵まれた生活を送っていた（ように見えた）由希を幼い頃から激しく憎悪していた。同時に、何でもそつなくこなす由希を羨ましいとも思っている。物事にあまり興味を示さないが、勝負事に対しては燃える。「本来の姿」は、高位の僧侶の骨と血で作られたと言われる数珠で封印されている。猫の物の怪が水嫌いであるため水が苦手で、雨が降ると体調を崩す。
透に本来の姿を見られた時には、拒絶されると思い彼女を激しく蔑んだが、透の「一緒にいたい」という、願っていた言葉を聞き本当の意味で心を通わせた。彼にとって、透は心の支えとなり、この一件から透を名前で呼ぶようになる。由希と並ぶ透の良き理解者であり、彼女が将来について不安を抱いていることをいち早く見抜き、彼女を紫呉と共に慰めた。
幼少時に孤独だった夾にとっては初めて話しかけてきた楽羅は姉のような存在で、毎日一緒に草摩の近くの公園で遊んでいたが、本来の姿を不注意で彼女に見られ、それ以後夾の母親はさらに彼を外に出さなくなった。楽羅の好意にはとことん振り回されており、今までに何度も暴力を振るわれたり（これは楽羅なりの愛情表現）姿を見て脱走したりしているが、やられっぱなしなのは女には手を出さない夾の性格によるものである。楽羅の強い想いを理解していながらも、彼女に「俺はおまえを好きにならない」と告げ、一緒に遊んでくれたことに「ありがとう」と感謝の言葉を贈った。
透ほどではないが料理上手。嫌いな食べ物はニラ、ネギ、味噌（味噌は味噌汁なら平気）。ジェイソンやDVDの存在を知らないなど、多少抜けたところもあるが、登場する草摩一族の中では常識派のため、作中では貴重なツッコミ役。
物語終盤での由希との言い争いの際、幼少時からお互いがお互いに憧れていたことを告げたのをきっかけにわだかまりが解け、それ以後は二人の空気は穏やかなものになり、喧嘩友達のような存在となった。
実は藉真に引き取られて間もない頃、透の母である今日子に出会い友情を育んでいた。透のことは当時から今日子によく聞いており、透が迷子になった際は今日子に「透を見つけて必ず守ってみせる」と約束する。しかし実際は由希が透を助けたために、その約束は果たされなかった。今日子の提案で約束は「ツケ」ということになったが、それ以後は恥ずかしさや悔しさから気まずくなり、今日子に会うのを避けるようになってしまう。
その後今日子に出逢ったのは交通事故の現場だったが、数年ぶりに見かけた彼女を交通事故から守ろうとした際、公衆の面前で変身体質を知られる恐怖から手を伸ばすことを躊躇してしまう。結果的に目の前で今日子を見殺しにしたこと、さらに彼女が遺した「赦さないから」という言葉に縛られ、闇を抱えるようになった。
それからは合格していた男子高に通わず、数か月山に入り（この間を紫呉は「行方不明」と表現）、全てを由希のせいにすることで忘れるようにして元気を取り戻す。帰った先で慊人から「高校3年間で由希に勝てたら十二支の仲間に入れ、幽閉のしきたりも無くす」という約束をされ、紫呉の家へ居候していた由希の元へと勝負に来た時に透と対面し、一目で今日子の娘であることに気づく。そのことで忘れられると思った過去が忘れられなくなってしまったため、透には無愛想になる。
透を愛しく思う一方で自身の立場に思い悩み、長く踏み込めずにいたが、遂に想いを告げた時、呪いが解けた。高校卒業後の幽閉はなくなり、透と共に紫呉の家を旅立つ。作者によれば、夾の方から結婚の話を持ち掛け、二人で神前結婚式を挙げた（ラストシーンの写真立てより）。
物の怪憑き特有の髪の色（オレンジ色）をしており、中学時代はそれを指摘されると暴力を振るう癖があった（潑春曰く、「半殺しにしていた」）。基本的には誰に対しても同じ態度で接するが、しつこく告白してくる人にはわざと冷たく当たり、遠ざけようとする。
2年生の文化祭では、投票により王子役になり（由希が断ったため）、文句を言うも透の説得により練習にも参加した。本番では咲が演じるシンデレラに振り回されながらもツッコミはしっかりとやっていた。
咲が藉真を好いていることを気にして、近づいて欲しくないと思っていたが、彼女が藉真の賄いとなったため不安は尽きない。
前述の通り髪と瞳はオレンジ色。アニメ第1作では赤茶の瞳。
連載中に行われた人気投票では、3回連続1位を獲得しており、ファンブック〔宴〕にて作者に「なんでだろう…」と突っ込まれている。
草摩 紫呉（そうま しぐれ）
声 - 置鮎龍太郎 / 置鮎龍太郎 / 中村悠一、日野まり（幼少期）
十二支の犬（戌）の物の怪が憑いている。ニックネームはしーちゃん、ぐれさん、ぐれ兄、先生。
透らが居候する家の主で保護者的な存在。由希の従兄。純文学の小説家。純文学作品では本名で執筆しているが、「きりたにのあ」の他、いくつものペンネームを持ち、様々なジャンルの作品を書いている。ニックネームの「先生」は作家であることに由来するが、そう呼ぶのは潑春だけで、その彼ですら、由希の高校通学に関わる一件の際「呼んでくれたら力を貸す」と言われたため。同じ十二支で同級生のはとり、綾女とは親友同士（マブダチトリオ）。その徹底した傍観者ぶりに、かつて交際していた白木繭子に「さざ波のようだ」と評される（由希やはとりには、「どちらかといえばさざ波を漂うクラゲ」と評されている）。
普段は小作家っぽいから、という理由で着流しを着用している。また、規則正しい生活をしなくて良いから小説家になったとも話している。何事も形から入るタイプ。外出時などはスーツも着るが、胡散臭さが増し、由希や夾からは「ホストっぽい」と突っ込まれている。
年長者として真面目な持論で彼らを諭すこともあるが、普段はふざけた言動ばかりで、本心をはぐらかし考えを明らかにしない。透や杞紗に接する態度は優しく、人当たりも良いように思えるが、時には冷酷な二面性を見せることもある。
十二支の呪いのことについても知っているようだが、核心は教えようとしない。また、アニメ一作目と原作で印象が大きく異なっている。アニメ一作目では、夾の真の姿を見た透に対し、透が壊れることを恐れながらも、彼女によって呪いが解ける望みを捨てきれず葛藤し、本心から謝罪をこめて彼女に土下座をしていたりと、腹黒い性格や冷酷な一面がカットされ、彼らの保護者的な立場のみが強く出ている。
作中における紫呉の行動原理は、慊人を自分だけのものにすること。これを叶える為に周囲の人間を巻き込み行動している。慊人の実母・楝が彼女を宿した朝に、神様と十二支を繋ぐ夢を見たことがきっかけで、彼女に対して痺れるように甘く哀しい熱情を覚え、幼き日の紫呉は、彼女を神様としてではなく一人の女性として確かな形で手に入れることを誓う。元来優しい性格ではなく、どこか人間的な感情が欠けていたが、過去に彼女へ向けて椿の花を手渡してプロポーズまがいの言葉を贈るなど、慊人が捩れる前は彼なりの優しさで接していた。しかし、彼女が紅野に執着するようになってからは、上辺のみ取り繕うような、わざと突き放す冷たい態度で接するようになる。
慊人とはある時期を境に一線を越えた関係を築いたと思われる。しかし、後に彼女が繋ぎとめるために紅野に身体を委ねた事実に激しく嫉妬し、慊人を精神的に傷つける目的で、彼女が最も嫌悪する女性である楝と肉体関係を持った。この件に関しては終盤に、「慊人が女として生きていたら母親のような姿だったかもしれない」と妄想できたから楝を求めたと発言している。しかし、この行為が慊人の怒りを買い、紫呉は本家から追放された経緯があり、現在の家に居住している。
十二支の呪いがいずれ解けることに勘付いており、慊人を手に入れるためには彼女の盲信する神様と十二支の絆が邪魔であると認識している。呪いに歪みを生み出すため、神である慊人に最も近い鼠憑きの由希を彼女の元から引き離し自分の元に同居させる。透を紫呉宅に迎え入れたのも、草摩という閉ざされた世界に異分子を取り込むことで、十二支の目を外の世界に向けさせ、神からの自立を図るためである。そうして慊人に絆の脆さを思い知らせることで、彼女が神の立場を放棄し、父親の呪縛から解き放たれ女性として紫呉自身に向き合ってくれることをずっと願っていた。
最終巻にて、一人の人間として成長を果たし、新たな人生を歩み始めようとしている慊人へ振袖を贈り、彼女への執着を語る。呪いが解けた時には特に感情の機微は一見出来なかったが、慊人が振袖を身に纏い彼の元に現われ告白した際には、昔見せた優しげな表情で彼女を受け入れ、共に歩んでいくことを誓う。
最終話では、当主である慊人をサポートするために草摩の補佐役に就いている様子がうかがえる。時折見せる主従関係を皮肉った慇懃無礼な態度は健在だが、順調に交際を続けている。
彼が由希や夾、透と暮らしていた家は、『another』では一族が管理する物件として登場。帛や睦生、はじめが暮らしており、夾が天井を壊した部屋は綾女たちが持ち込んだ服の収納部屋になっている。なお、裏山はなくなっている。
名前の由来は「時雨月（しぐれづき / 10月）」から。
原作ではグレーに近い黒髪に同色の瞳。アニメ第1作では青みを帯びた黒髪にグレーの瞳。

## 十二支
草摩 楽羅（そうま かぐら）
声 - 白鳥由里 / 三石琴乃 / 釘宮理恵
猪（亥）の物の怪憑き。
乙女チックで夢見がち、少女っぽい外見だが、透たちより2学年上。作中、私立女子高から私立女子短大に進学する。普段は恥ずかしがり屋で大人しいが、興奮すると性格が一変、猪突猛進型の手の付けられない乱暴者になる。特に大好きな夾を前にすると、テンションが上がってしまう。しかも籍真の道場で鍛えているため、破壊力は抜群である。
夾とは幼い頃偶然出逢ったことがきっかけで、一緒に遊ぶようになる。夾にとっては姉のような存在。しかし、彼女が夾に近づいた本当の目的は、十二支憑きという呪いを背負っている自分より「可哀想」で惨めな存在がいると実感し、安心するためであった。夾の本来の姿を見て逃げ出してしまった事への罪悪感から「夾を愛することで、彼を置き去りにした汚い自分は無かったことにできるのではないか」という意思の元、彼につじつま合わせの恋心を抱くようになる。しかし、夾を追いかけ続けるうちにその想いはいつしか本物になっていた。物語中盤、その懺悔にも似た想いを夾に告げ、彼への恋心に決着をつける。
夾を想っている透のことは複雑な感情を抱きつつ、同情でなく愛情で通じ合っている関係なのか不安に感じていたが、透が「夾を他の誰からも奪われたくない、一番大切な存在だから」と告白した際には「きちんと本人に言いなさい」と透を叱責し、自分の気持ちを託せる相手として認めることが出来た。
呪いからの解放後は保育士の仕事に就き、夾への想いは簡単には切り捨てることが出来ないでいるが、仕事に充実した生活を過ごしている。趣味は手芸で、手持ちの猫グッズ（ナップザックなど）はすべて自作である。
名前の由来は「神楽月（かぐらづき / 11月）」から。
原作では黒に近いこげ茶の髪に同色の瞳。アニメ第1作ではグレーの瞳。
草摩 紅葉（そうま もみじ）
声 - 長沢美樹 / 齋藤彩夏 → 宮田幸季（まんがDVD版） / 潘めぐみ
兎（卯）の物の怪憑き。ニックネームはもみっち。
日本人の父とドイツ人の母を持つハーフ。ドイツ語が話せる。子供っぽい外見と言動に惑わされて、透は小学生だと勘違いしていたが、一つ年下なだけで、潑春と同い年である。外見の幼さに反して、内面は非常に大人びている。高校入学当初は「似合うから」という理由で女子の制服を着用していたが、物語後半では身体的にも成長し、普通に男子の制服を着ている。バイオリン演奏が趣味で、将来はバイオリニストを目指している。
彼の母親は紅葉が物の怪憑きであることを受け入れられず、精神を病んでしまった。そのため父親に説得され、母親の中にある「紅葉に関する記憶」を隠蔽することに同意する。全快した母親は彼のことを草摩家の誰かの子供だと思っている。表立って会えなくなった今でも、母親と妹の姿を見るために、透の働くビル（＝紅葉の父親の会社）にしばしば訪れる。誰もが恐れる慊人に対しても、彼女の心情を理解しようと自分の意思で立ち向かう勇気を持っている。
透への感情は母親のような存在への思慕から、いつしか女性としての愛情に変化していた。しかしそれを彼女に告げることはせずに、いつまでも過去に囚われ続ける夾へ発破をかけるなど、二人の未来を願う気持ちが強い。また、十二支の中で唯一、誰もがあえて口に出そうとしない猫憑きの幽閉の件も思考を放棄するのをやめると夾自身に宣言した。
高校2年の初夏、不意に呪いが解けた。十二支の中では一番物の怪を受け入れていて、部屋には兎の縫いぐるみが大量に置いてある。
名前の由来は「紅葉月（もみじづき / 9月）」から（他の十二支の名前の順番に従うと3月が由来になるはずであるが、紅野と名前の由来にする月が入れ替わっている）。
原作・アニメ共に明るめの金髪と茶色の瞳。
草摩 はとり（そうま はとり）
声 - なし / 井上和彦 / 興津和幸、長谷川育美（幼少期）
龍（辰）の物の怪憑き。ニックネームははーさん、とりさん、ハリィ。透たちより10学年上。
草摩家専属の主治医で、家に代々伝わる「記憶の隠蔽術」を持っており、草摩家の秘密を知った人間の記憶隠蔽も担当する（由希の友人や、紅葉を受け入れられなかった紅葉の母など）。他の十二支と違い、実際に変身するのは龍ではなくタツノオトシゴで、変身後の姿は彼のコンプレックスである。
かつては助手としてやってきた草摩佳菜と付き合っていたが、彼女との結婚の許しを請いに慊人の元を訪れた際に傷つけられ、左目の視力をほとんど失う。それを自分のせいだと責める佳菜が病んでいく様子に責任を感じ、自らの手で彼女から自身に関する記憶を消し、佳菜ではなく慊人を選んだ。その際、初めて忘れられた者の辛さを思い知ることとなる。佳菜の親友で透たちの担任であり、また紫呉の元彼女である白木繭子と2年ぶりに再会し、はとりの諦観した態度を目の当たりにして、人目も憚らず声を上げて泣いた彼女に好意を抱いている。物静かで落ち着いている印象だが、それは自分の十二支憑きとしての宿命への諦めから生まれている部分も大きい。
39度の熱を出した慊人の代わりに海原高校の学園祭を訪れ、場合によっては透に対し記憶の隠蔽を必要とするかもしれないと考えていた。過去に佳菜が出した「雪が溶ければ何になるか」という他愛もないなぞなぞの答えが佳菜と同じだったこと、変身した自分をすんなりと受け入れた時の反応が同じだったことから、透に佳菜の面影を感じている。
慊人が女性であることを知っている十二支の内の一人である。紫呉の野望や企みのすべてではないが全容は把握しており、着かず離れずの距離を保ちながら彼の策謀を傍観している。また、紅野の真実を仄めかされた時には複雑な表情を浮かべ、神様と十二支の絆に対する愛着が拭えないことや、幼少期の慊人を側であやしていたこともあり、慊人を心配する感情が強く、彼女を突き放すことが出来ずにいたと明かす。
マブダチトリオの一人（自身はそう呼ばない）で、綾女を唯一制御できる人物。
名前の由来は「羽鳥月（はとりづき / 4月）」から。
原作・アニメ共に黒髪。原作では青い瞳、アニメ第1作では抹茶色の瞳。
草摩 潑春（そうま はつはる）
声 - 陶山章央 / 陶山章央、岡村明美（幼少時） / 古川慎、東内マリ子（幼少時）
牛（丑）の物の怪憑き。ニックネームは春、はーくん。透たちより1学年下。
頭髪は老人のような見事な白色で、根元は黒色の牛カラーである。常に耳飾りやネックレスを身につけており、私服はロックテイスト。
周囲の大人達から、鼠に一番乗りを奪われた間抜けな牛と言われ続けてきたため、卑屈でキレやすい性格になった。扱いに手を焼いた両親が、ストレス発散のために武術などを習わせたがあまり効果はなかったらしく、今でもキレると性格が豹変し、凶暴になってしまう（この状態を「ブラック」と呼ぶ）。
普段は物静かでマイペースで、突然突飛な発言をして周りを困惑させることも。ひどい方向音痴で、紫呉の家まで行くのに3日かかったりする。人の話を聞いていないようで聞いており、観察力は鋭く由希や紫呉に対しても時折鋭い言葉を口にする。また、何かと不思議に思えば「ミステリー」と言う。
幼い頃は鼠憑きである由希を一方的に嫌っていたが、自分をコンプレックスから解き放ってくれたことで特別な存在と感じるようになり、由希にとっても良き理解者となる。同じ十二支の依鈴に幼い頃より淡い恋心を抱いていたが、彼女が精神的に追い詰められた時期を境にやがて彼女の傍について支える存在となり恋仲になる。しかし、第三者が慊人に告げ口したことがきっかけで、牽制を受けた依鈴が自分自身と慊人から解放したい一心で冷たく突き放し、一時期は別れていた。
名前の由来は「初春（はつはる / 1月）」から。
原作・アニメ共に根元が黒い白髪。原作では茶色の瞳、アニメ第1作ではグレーの瞳。
草摩 綾女（そうま あやめ）
声 - 子安武人 / 宮本充 / 櫻井孝宏、藤原夏海（幼少期）
蛇（巳）の物の怪憑き。ニックネームはあーや、アヤ、綾兄
草摩由希の兄。服飾店「あやめ」の店長。白い髪を伸ばしている。常にテンションが高く騒がしい、自分本位な王様気質の持ち主。カリスマ性に富み、高校時代は生徒会長として活躍した。憑いている物の怪故に寒さに弱く、急に冷え込んだ時は変身して冬眠状態になることがある。
少年時代は、10も歳が離れている上に、由希は隔離されて育ったため、会話を交わしたこともないほど弟に対して無関心だった。しかし現在では、由希に迷惑がられるほどの兄バカぶりを見せており、時には由希を勇気づけるなど、兄らしい真面目な一面も。自分が気ままに生活するために由希を犠牲にしていたのだと気付いて以来、互いの溝を埋めるべく、積極的に接触を図っている。また、学生時代は他人の気持ちを考えられないところがあり、当時自分に告白してきた他校の女子生徒を自覚無しに傷つけたことを、現在は後悔している。
はとりのことを尊敬しており、はとりの言うことだけは聞くため、学生時代ははとりが世話役に任命されていた。マブダチトリオの一人。
「あやめ」の従業員・倉前美音（くらまえ みね）は同じ趣味を持つ相棒であり恋人であり、彼の心の拠り所である。十二支の物の怪については美音にもばれている様子。2人でお店の2階に同棲中。
『another』では子どもが2人いる。「あやめ」2号店の開店準備中だが、ある理由から準備を子どもたちに押し付けて妻と旅行に行っている。また、海原高校の学祭で睦生たちが着た衣装の製作者でもある模様。しかし、はじめたちには、睦生と結婚するとおまけ的についてくる「最強（あるいは「最凶」）の伯父」という評価を下され、甥の睦生本人には、短期バイトを紹介した彩葉に対して「夫婦ともにいない方が安全」という意味合いの発言をされている。
名前の由来は「菖蒲月（あやめづき / 5月）」から。
原作・アニメ共に白髪（銀髪）と黄色い瞳。
草摩 杞紗（そうま きさ）
声 - なし / 名塚佳織 / 上田麗奈
虎（寅）の物の怪憑き。ニックネームはさっちゃん。透たちより4学年下。
物の怪憑き特有の髪（金髪にわずかな黒髪が混じる虎カラー）と目の色が原因で学校で苛めにあい、ショックで失声症を患い、入学したばかりの中学に行かなくなってしまった。元々も引っ込み思案で大人しい性格であった。作者曰く「作中では一、二位を争うほどの美人さん」。ニラ玉が好きでボソボソしたものが苦手。
家を抜け出して衰弱し変身していたところを潑春に発見され、紫呉宅へ連れてこられた。透が、自身もいじめられていた過去があり、それを人に打ち明けるのは羞恥が邪魔して言えなかった旨を伝えて、共感してからは少しずつ話すようになっていく。以降、中学に通う勇気を得て、弱さゆえの向上心を胸に一歩ずつ前に進んでいこうと努力している。燈路とは幼馴染。以前、慊人に傷つけられ、入院した経緯があり、しばらく燈路がよそよそしくなった理由が分からずにいたが、彼が人知れず打ち明けられない想いを抱いていたと知り、誤解が解ける。
紫呉・綾女・はとりのことを「おじちゃん」と呼んでいる。
名前の由来は「如月（きさらぎ / 2月）」から。
原作・アニメ共に茶色を帯びた黄色の髪。原作では同色の瞳、アニメ第1作では茶色の瞳。
草摩 燈路（そうま ひろ）
声 - なし / 渕崎ゆり子 / 大地葉
羊（未）の物の怪憑き。ニックネームはひー君。透たちより5学年下。
十二支の中では一番年下だが、口達者で毒舌家で大人顔負けの屁理屈をこねる。ボキャブラリーも豊富で、透がついていけないこともある。詰問調で話すため、しばしば相手に無用の反感を与える。本人も、自分の言葉がきついことをちゃんと自覚していて、これではいけないと反省もしている。ひねくれた屁理屈をこねてしまう自分が嫌いだが、素直になることはなかなか難しいようで、注意されることも。物の怪憑きで産まれてくると複雑な親子関係が生まれやすい中、両親の理解の下、温かい家庭で育っている。
何かと他人に突っかかっていたが、段々と沈静化してきた。作中で妹の日向（ひなた）が生まれて兄になった。子供の頃はマブダチトリオや楽羅たちと遊んでいた。また、本当の思いやりや優しさを持っている潑春のことを尊敬している。
杞紗が好きなために、杞紗が慕う透をライバル視している。昔、慊人に杞紗への好意を打ち明けたことが原因で杞紗が入院することになってしまったことを深く後悔しており、それからは杞紗を一生守ると誓っている。
紅葉の呪いが解けてから日を置かずして、呪いが解けた。
名前の由来は「文披月（ふみひろげづき / 7月）」から。
原作・アニメ共に薄茶の髪と茶色の瞳。アニメ第1作では髪色に比べて瞳の色の赤みが強い。
草摩 依鈴（そうま いすず）
声 - なし / 桑島法子 / 豊崎愛生
馬（午）の物の怪憑き。ニックネームはリン。透たちより1学年上。
容姿端麗で、スタイルの良い妖艶な少女。足にかかるくらいのロングヘアだったが、物語後半では肩にかかるくらいのショートヘアとなる。
幼少時の彼女の家庭は理想的な家庭で、両親は優しくいつも温かな笑顔に満ちたものであった。彼女自身も、他の十二支とは違って私の家庭は幸せだと自覚していた。
しかしそれは砂上の楼閣であり、彼女の「ホントに楽しい？」というたった一言が一瞬にして家庭の全てを崩壊させてしまう。以降、無理をして幸せな家庭を演じていた両親から虐待を受け、倒れているところを潑春に発見される。以後潑春と付き合いはじめ、かなり親密な関係になったが、慊人に露見し、窓から突き落とされて大怪我を負う。慊人から、そして彼に依存してしまっている自分から潑春を解放したい思いで、潑春を突き放し、呪いを解く方法を探していた。
虐待が判明した後は楽羅の家に引き取られるが、楽羅家の壊れていない幸せな家庭に身を置くと、羨望や孤独感が身体を蝕み、入退院を繰り返している。透に対しても、最初に会った時から、潑春に通じる優しさを感じ、自分が依存することで透を巻き込んでしまうことを恐れ遠ざけていた。
晶に関する謎の箱を慊人から入手しようとしていた楝に「呪いを解く方法を教える」ことを報酬に、箱を持ってくることを条件として提示され、慊人の部屋へ忍び込むが、箱を盗もうとしたところを慊人に見つかり、以前から楝に酷似する黒髪の長髪が不快だという意図で髪を切り落とされた。その後猫憑きが幽閉される蔵に数日間軟禁される。食事は支給されていたが本人が口にするのを拒んでいたため、紅野に発見された時には体力は限界だった。後に紫呉から「楝は呪いを解く方法なんて知らない、利用されただけ」であることを告げられ、結局は草摩家の因縁に軽率に足を踏み入れてしまった彼女がその軽挙妄動を痛感する形で一連の事件は幕を閉じた。
潑春と気持ちを確認しあってからは交際関係を戻し、現在は藉真の家に居候中である。イラストを描くのが趣味らしく、透に見つかった際には落書きだとスケッチブックを放り投げて一蹴していた。
アニメ第1作には登場しない。黒髪に黒い瞳。
名前の由来は「彌涼暮月（いすずくれづき / 6月）」から。
草摩 紅野（そうま くれの）
声 - なし / 千葉進歩 / 梅原裕一郎、南真由（幼少期）
鶏（酉）の物の怪憑き。透たちより9学年上。
透の前に最後に登場した十二支。当主である慊人の仕事の補佐役に就任している。また、ある一件がきっかけで十二支の中で慊人の一番のお気に入りである。離れるのを嫌がる慊人のために彼女の許可なしには草摩の外に出ないので、26歳になるまでコンビニで買い物をしたことすらなかった。また、行動の基準が慊人を優先することに終始するため自我を抑えている節があり、本人曰く「暇を貰っても何をすることもなく」とのこと。
最も早く呪いが解けており（そのため作中で変身した姿は出てこないが、『ファンブック〔猫〕』ではスズメが描かれている）、それを知っているのは慊人のみだったが、紫呉は薄々気付いていた。呪いが解けているため「神様」への本能的な思慕の念は消えており、深夜のコンビニで出逢ったありさは「人間として」初めて好きになった女性だった。なお、ありさが彼に興味をもった理由は、抜けたところが透に似ていたから。
中学生の頃に自身の物の怪である酉憑きの呪いが解ける。その際、彼自身の優しさや、慊人に対する愛情と憐憫から、自分に縋るしかなかった彼女を突き放せずに、ずっと側に居ると誓う。
呪いが解けた時点から、慊人の側に付きっ切りだったため、彼女は紅野を選んだのでは、と認識した紫呉からは嫌悪されている。幼い頃は紫呉を慕っていて、現在でも紫呉・はとり・綾女のことを「兄さん」と呼んでいる。
はとりの一件以降、慊人の不安を取り除き、より絆を強く結ぶ意図で彼女と肉体関係を持ち続けているが、その事実は慊人と紫呉の関係をさらに歪める一因となっている。宴会での由希の発言以降、慊人に対して正面から向き合おうとする意識が生まれ、彼女の幸福を願い、変化の方向へ導こうとする。その優しすぎる性格と突き放せずにいた躊躇が災いし、次々と絆の途絶える世界に絶望した慊人に腰を刃物で刺され、走り去る彼女を追いかけようとするが倒れてしまう。
その後、無事一命を取り留め、能動的に一人で病院に見舞いに来た慊人の成長を見て、彼女にとって自分の存在が不要になりつつあることを感じ取り、慊人の元を去る決意をする。また病院にてありさと再会を果たす。退院後は本家を出て、田舎の町で就職。
アニメ第1作には登場しない。赤茶の髪と瞳。
名前の由来は「暮れの春（くれのはる / 3月 - 「晩春」の意）」から。
草摩 利津（そうま りつ）
声 - なし / 冨永み〜な / 河西健吾
猿（申）の物の怪憑き。ニックネームはりっちゃん、りっちゃんさん。透たちより4学年上。
私立大学に通う、由希に負けないほどの女性的美貌を持った青年。劣等感の塊のような性格で、何かあるとすぐに自分が悪いと思い込んでしまう。誰に対しても低姿勢で（その対象は猫にも及ぶ）、些細な不満や皮肉に敏感に反応し、泣き叫びながら謝りまくる。彼の母親も彼とそっくりの性格である。自分のことより相手を気遣うタイプだが、行動は空回りすることが多い。普段から振袖で女装をしているが、理由はその方が落ち着くから。あまりに気が弱いため、男の格好をすると萎縮してしまうらしい。大学にも振袖を着て行く。楽羅とは小さい頃から仲が良く、昔は楽羅に服を借りていた。
初対面で著しいシンクロ現象を起こした、紫呉の担当編集者である満（みつる）と恋仲になったようである。実家は草摩の保養施設である温泉宿を営んでおり、母親が女将をしている。
十二支の中では年長の方に入るが慊人の秘密については、まだ自身が幼かったのでよく分からなかったらしい。そのため慊人が振袖を着て現れた際には、自分と同じ女装趣味に走ったと勘違いした。いつも堂々たる振る舞いをしている綾女に憧れている。
好きな物はパーティー。
名前の由来は「小田刈月（おだかりづき / 9月）」から。
原作・アニメ共に燈路より赤みの強い茶髪。原作では黒い瞳、アニメでは赤茶の瞳。

## 草摩家
草摩 慊人（そうま あきと）
声 - なし / 若葉紫、今井由香（幼少時） → 皆川純子（まんがDVD版） / 坂本真綾
草摩家の当主。十二支に対する「神」の存在であり、草摩一族において絶対的な存在として君臨し、十二支にとって彼女は、血の呪いで結ばれた絆の主であるため精神的に逆らえない。
黒髪にショートカットの華奢な体型で、中性的な顔立ちの浮世離れした美人。透曰く「由希に負けないくらい綺麗」らしい。飾り立てる衣類や、肌を見せることを嫌厭しており、白地の和装で真紅の帯をあしらった、黒紅の羽織がトレードマーク。
実母・楝の命令で、生まれた時より男性として育てられ振舞っているが、実は男装の麗人である。一人称は僕。このことは草摩家のトップシークレットであり十二支の中でも一部の者しか知らない。
両親が子供である慊人より互いの存在を至高の愛とみなしていた為、自分自身の存在意義に苦悩し、他者に自分を一番に想うことを強く望む。
生まれた時から、父親が愛した神様として特別な、また古参勢力が楝に対抗する為の有効な手段としての慊人を必要としていた経緯から、彼女自身が「神」としての立場でしか愛されることはないのだと意識付けられ、それを成り立たせる為の存在として、十二支に対し病的に束縛、依存するようになる。
幼少期は母親からの圧力に対しても十二支の絆が強固だった為、感情の起伏こそ激しかったが、子供らしさの範囲に落ち着いていた。
しかし、酉憑きの呪いが解けたことをきっかけに、神と十二支の絆に不安感を覚え、十二支に対し自分の存在を刻みこむように傷つけるようになる。この時、紅野は慊人に対し、永遠に側にいると誓うが、神と十二支の絆を盲信していた彼女にとって自らの存在理由を否定するこの出来事は、彼女の気質に多大な影響を及ぼすことになった。
神（自分）と十二支は呪いの力だけで結び付いていることを知っているため、呪いが解ければ神である自分の存在を根底から覆されることを非常に恐れており、その絆を否定し、女性の持つ醜悪で愚かな一面を凝縮したような楝に対し、慊人は母親のそういった面を嫌悪し、そのため過度に母に反発していた。
一方で、そんな慊人にとって実父・草摩晶は、唯一の支えであり、それは彼が逝去しても変わることはなく、むしろより深く彼女を父に縛り付けることになる。また、晶の死別の際、お局から渡された父親の魂が入っているとされる空の箱を、幼い頃からずっと大切に隠し持ち、中身のない箱であっても父親の存在を疑うことも出来ずに捨てられずにいた。
晶からの愛情の代替を猛烈に欲しているが故に、彼女にとっての父親代わりのような存在であった紅野を筆頭に十二支の男性（父）を求め、父親を奪っていった存在であり、自らの存在を否定する母親と同性である十二支の女性（母）を否定するように、慊人にとって十二支との関係は彼女が得られなかった擬似家族としての一面が強い。
父親と母親の絆の強さに、娘である自分が置いていかれたトラウマが非常に強く、十二支達が神様よりも大切な存在をつくることに対して非常に臆病である。そんな慊人に対し、十二支は物の怪としての畏敬の念や愛憎、人間の自我からくる感情との間に葛藤し、苛まれる。また、子供の頃の彼女を知っているはとりや紅野にとっては、神様としてではなく孤独な女の子としての側面を意識しているため、彼女を突き放すことが出来なかった。
楝に、ある賭けを持ちかけられ、以前から神様と十二支の絆に対し疑惑を抱いていた彼女は、自分たちの絆を試したい感情から、半ば祈る気持ちでそれを受け入れる。それに相対するように絆を否定したい紫呉が、透の同居の許しを請いに来た際に紫呉宅への同居を許可する。
物語終盤に自らの力が及ばないことを悟った慊人は透と対峙する。
絆も約束もない世界との関わりを恐れる彼女の孤独と苦悩を理解し、置いていかれる寂しさに同じ辛さを抱えていた透が、神様や当主としてでもない女の子としての慊人の存在に気付き、対等な立場として寄り添ったことをきっかけに、彼女は自らを受け入れ、変化していく。
幼少期から紫呉に対しては唯一、振り向かせたい気持ちが強かった。そんな折、彼から椿の花を渡され、特別な感情を抱くが、紅野の呪いが解けたことがきっかけで紫呉との間に溝が生じる。
数年後、信頼を置いていたはとりが婚約の許しを申し出たことをきっかけに、彼女の精神状態は一層不安定になり、繋ぎとめたい一心で紅野に対し肉体関係を望み、彼もそれを受け入れた。その事実が、当時既に一線を越えた間柄であった紫呉と慊人の関係に決定的なヒビを入れ、紫呉が楝と関係を持つきっかけをもたらした結果、慊人は草摩から彼を追放することを決断する。
この時、女性としての感情すら未熟だった慊人にとっては、紫呉に対しても父性を求めていた部分があり、自分の彼への感情が、異性へ抱く愛情だという点に気付けずにいた。
透との一件以来、呪いが解け、神様としての慊人を望んだ父親の呪縛からも解放され、自己認識をはっきりさせた彼女は、紫呉から贈られた振袖を纏い、責任ある一人の人間として十二支への自責の念と共に、彼らの未来を草摩の当主として守り償っていくことを誓う。その後、紫呉の本心を知った慊人は彼が待つ縁側へ女性として、一人の男性を求める感情を告げ、長年の想いが実を結ぶ。
最終回では、セミロングに伸びた髪と共にワンピースを装った女の子らしい姿として登場し、やわらかい表情を見せた。

草摩 楝（そうま れん）
声 - 折笠愛
慊人の実の母親。だが子に対する愛情は放棄している。妖艶な美しさの持ち主。
心身を患っており、普段は奥の間にいることが多い。草摩のすべての権限は慊人が握っているが、楝派とよばれる新参に値する一部の人間を従えている。既に亡くなっている夫の晶に対して今もなお異常な執着を抱いているばかりか、慊人に対して十二支の絆を否定し、自身と晶との絆こそが本物でそれ以外は偽物であると発言するなど、晶以外の相手を見下しているような節がある。元来、晶の世話係の一人であったが、彼の孤独を理解し、寄り添おうとしたことで晶に見初められ結婚した。
しかし、十二支を統べる存在である神様として慊人が生まれたことで、晶は子供を溺愛するようになり、娘である慊人を女性として嫉妬するようになる。
慊人に対し策謀する紫呉に誘われて肉体関係を持ったり、紅野やはとりを誘惑したりと、慊人と十二支の仲を裂こうとしている節がある。依鈴のことを生理的に気にくわなかったという理由で、彼女を騙し利用するなど、特定の十二支に対しても態度は冷たい。慊人が持っている謎の箱を彼女から奪いたい紫呉に唆され、晶に関係する箱と知り、入手せんと慊人の元へ刃物を片手に現れる。終盤、草摩家の当主として成長した慊人が彼女と向き合おうとするが、楝の心は頑なに閉ざされていて最後まで和解することはなかった。
アニメ第1作には登場しない。
『another』には直接名前を出しての登場はしていないが、少年時代のはじめや志岐に心無い言葉を投げつけた楝と思しき人物の描写がある。心は閉ざされたまま、というよりも捻じ曲がったままである模様。
草摩 晶（そうま あきら）
声 - 石田彰
草摩家前当主にして慊人の実父。故人。病弱で昔から医師に短命だと宣言されていたらしく、生前は儚げで浮世離れした美しさを醸し出していた。
自分の抱える寂しさに気付き泣いてくれた楝に惹かれ、古参の人間達の猛反対を押し切って結婚する。慊人が生まれた後は娘に夢中になり、それが楝の嫉妬心をさらに煽る結果となる。実際は楝を深く愛し、余命幾許もない晶が後世に残せたものが慊人であり、自分と楝の「特別な」関係を主張する存在として神様として「特別な」慊人を愛しているに過ぎなかった。慊人が生まれたことを楝に一番喜んでもらいたかった気持ちを伝えられずに仲違いしたまま亡くなる。
自身を「ただ死ぬだけの男だった」と卑下しており、その境遇から永遠への憧れが強く、その夢を娘である慊人に託していた節が強い。彼女に対し、呪いのように「特別な子」と言い聞かせ、その歪んだ愛情が後に彼女を苦しませることになる。
アニメ第1作には登場しない。
女中頭
声 - 所河ひとみ
草摩家の「奥」に仕える、古参の女中。古参派の中心の一人と思われる人物。晶や慊人に忠誠を誓っており、また楝を蛇蝎のごとく嫌っている。慊人の言うこと・為すことには、善悪関係なく従う。楝を嫌うあまりに、（慊人に優越感を与えるため）謎の箱（実際には空箱で、慊人を楝に対抗させるため「晶の魂が入っている」と吹き込んだ）を与えたり、「慊人がいなければ十二支とて猫憑きと変わらない化け物に過ぎない」と紅野に言ったりと、慊人を草摩に縛り付け、親子間の争いの火に油を注いでいた人物と言える。終盤ではそれらの行為を悔い、変わっていこうとしている様子。
草摩 佳菜（そうま かな）
声 - なし / 七緒はるひ / 津田美波
「外」の人間で、かつてのはとりの助手。その当時ははとりと恋人同士であったが、慊人の逆鱗に触れ、はとりが片目を失明したことを皮切りにやがてノイローゼになり精神が崩壊していってしまう。それに耐えられなくなったはとり自身によって記憶を隠蔽された後は、別の男性と結婚し、幸せに暮らしている。はとりの特異体質を知るが、受け入れていた。はとりには出会う前から、淡い憧れを抱いていた様子。

### 十二支の家族
本作品ではキャラクターの性格形成の上で幼児期の体験などに焦点を当てることが多い。
物の怪憑きの実親の多くは、子に対して「過保護型」と「拒絶型」に分かれる傾向にある。また、物の怪憑きが生まれた家、また物の怪憑きを養育している者は（実の親でなくても）本家から多額の金を貰っている。
草摩 藉真（そうま かずま）
声 - なし / 井上倫宏、町井美紀（7歳頃） / 森川智之、七瀬彩夏（幼少期）
草摩一族の一人。夾が尊敬する武術の師匠で、養父。
母親が亡くなり、父親からも放棄された夾を養子として引き取る。猫憑きであったことから亡き祖父を拒絶していた。そのことを現在も悔やんでいて、懺悔もあり夾を引き取ることにした。しかし、懺悔の念以上に夾を本当の子供のように愛している。
透の夾に対する気持ちに気付いた時、祖父の伴侶（藉真の祖母）のように猫憑きに対する同情や哀れみからの感情ではないのかと不安になっていた時期もあったが、それが違うと分かってからは透と夾の関係を温かく見守っている。
料理が壊滅的に不得手で、その上読書をしながら行ったりもし、「今日はなんとなくできそうな気がする」という考えを起こしては失敗している。妙なところでアバウトな一面を持つ。
藉真の祖父
声 - なし / 菅谷勇 / 小形満
藉真の祖父。夾の前の猫憑きであり、家族や一族に阻害され、酷い扱いを受けていた。死後は草摩の外に設けられた墓で眠る。
夾の父
声 - なし / 井上和彦 / 松本忍
「拒絶型」。極めて自分勝手で無責任な性格をしており、妻の死の要因を息子に責任転嫁し、自分は何一つ悪くないと彼の全てを拒絶し続けた。なお、妻の自殺の直接の原因は、「化け物の父」と周囲から扱われることに耐えかねた彼が、妻と息子に拒絶する言葉を投げつけたこと。
根本的に「弱い」人で、をすべて他人に押し付けなければ自分を保てず、押し付けてもなお不安が残るという人物。
『another』においても息子との関係は改善されておらず、息子家族とも不仲となっている。孫のはじめからは「あんな奴家族じゃない」と切り捨てられる程までに唾棄されている。
夾の母
声 - なし / 長沢美樹 / 湯屋敦子
元々は「過保護型」。夾が「化け物」呼ばわりされるのを防ぐべく、彼を人目のつかない場所にしばしば隠そうとしていた。息子への愛情は有していたが、彼が物の怪憑きであることからは眼を背け続けた。周囲からの重圧や夫の冷たい発言に精神を病み、耐え切れず自ら命を絶つ。
由希と綾女の母
声 - 大原さやか
鼠憑きを産んだことで一族の中でも優遇され、豪遊三昧の毎日を送っている。由希への愛情は希薄であり、本家への貢物程度にしか考えていなかった。しかし進路相談の三者面談以降は態度を改め、親らしい言葉をかけるようになっていった。かなり若々しい容姿をしている。
なお綾女に対しては、実の息子でありながら悲鳴を上げて取り乱すほどに苦手としている。夫も同様らしい。
潑春の母
後姿のみ登場。性格を覗わせる描写は、潑春が学校で暴れた件で呼び出しを受けた際の、彼の「親は笑うか」という発言のみだが、作者曰く、「良い親とはいえない」とのこと。紫呉の母親と仲が良いらしく、由希の回想シーンで一緒にお茶をしていた。
杞紗の母
声 - なし / 寺田はるひ（現・七緒はるひ） / 遠藤綾
十二支の親として「過保護型」になる例とされていた。娘への愛情が深すぎる故に、彼女が失語症に陥った際には心労から鬱状態となっていたが、娘共々透の言葉に癒された。以降は元気にしている姿がところどころで見られる。燈路の母と仲が良い。キャラクターランキングでは、燈路の母を抜いて上位に入っている。
紅葉の両親
声 - なし / 仲尾あづさ（母）、関俊彦（父） / 本田貴子（母）、柳田淳一（父）
母親はドイツ人。息子が物の怪憑きであることに耐えられず、紅葉を「拒絶」してしまい、心を病む。「産まなければ良かった」の言葉を残し、はとりにより記憶を隠蔽されるときには「一番の後悔はあの生き物を体から出したこと」と言っていた。記憶をなくして以降は幸せに暮らしている姿を見せる。記憶隠蔽後、紅葉のことを「紅葉ちゃん」と呼ぶ。
父親は妻を助けるために言わば紅葉を家族の輪から見捨てることを選んだものの、紅葉も妻をも受け入れ続け、二重生活のような形で両者と共に存り続けている。
『another』では紅葉に家業を継がせたことが明らかになった。
草摩 モモ（そうま モモ）
声 - 田中沙耶
紅葉の8つ年下の実妹で、普通の人間として誕生。たどたどしい喋り方をする。透のアルバイト先のビルで、母にそっくりである紅葉に出会ってから彼のことが気になっている。ありさの探している人物が紅野であることを確かめるために、透が草摩家本家に訪れた際、ある条件と引き換えに彼女を本家の「中」に案内する。その条件とは「紅葉に『お兄ちゃんになってほしい』と伝えること」。
紅葉同様、会わないようにと父から言い含められているが、時折「中」に忍び込んでは紅葉がヴァイオリンを弾いているのをこっそりと見ている。
『another』では紅葉の妹であることが周知されており、父のあとを継いだ紅葉の補佐をしている。
はとりの両親
共に故人。父は彼同様一族の主治医。両親とも厳格だったとのこと。
依鈴の両親
声 - 緒乃冬華（母）、加藤将之（父）
両親とも回想シーンに登場。幼い頃は幸せな家庭を演じていたが、それを疑問に思った依鈴のふとした一言でその仮面を脱ぎ捨て、以後は彼女に虐待を加えるようになった。ほどなくして娘から隔離されたが、現在も「中」で暮らしている。
草摩 五月（そうま さつき）
声 - 高橋美佳子
燈路の母。十二支の親の中で唯一名前が判明している人物。出産直後、抱き上げて羊に変身した燈路に対し、「羊大好き!」と言い放った驚異の人物。それ以後も深い愛情を持って息子を育てていった。しかし、極めて天然な危なっかしい人物であるため、かえって息子は「自分がしっかりしなくては」と今のような幾分口が過ぎる性格になったとのこと。
その後、第二子「日向（ひなた）」も出産。夫（声 - 野島健児）はほとんど出番がないが、幸せそうに二人で並んで話している姿が見られる。
草摩 日向（そうま ひなた）
作中で生まれた燈路の妹。十二支が全員生まれているため、普通の人間として誕生。作者曰く「ブラコンになると思う」。
『another』に成人した姿で登場。車で志岐を草摩家の別荘に送り届ける役目を担った。本人に自覚は全くないが一族に知れ渡るほどのスピード狂であるらしい。また、酒乱である。
利津の母
声 - なし / 山本順子 / 小島幸子
息子よりも先に登場。息子同様に加害者妄想が強く、些細なことで取り乱し叫びながら謝罪する癖がある。優秀な人物であることが多い物の怪憑きでありながら、その才能を発揮出来ずにいた利津のために、若い頃から頭を下げ続けてきたことがその原因と思われる。夫も同様に、息子のために頭を下げ続けてきた。
目の下の隈と乱れた髪から病弱さが目立つが、息子同様、どこか根っこのところでは逞しさを感じずにはいられない人物。一族の保養施設でもある旅館の女将をやっているが、前述の通り病弱なので経営は従業員に任せている。しかし、柱にすがるほど無理をして出てきた時には透たちが驚くほどの逞しさ（と恐ろしさ）が感じられた。
モデルは前作『翼を持つ者』に登場した女の幽霊。それきりの登場ではもったいないとリニューアルしての登場。作者はあの半狂乱を見たら「全力で逃げるか、腰を抜かす」と証言している。
紅野の両親
両親が回想シーンで一度だけ登場。楝と晶の結婚に関しては、「二人が幸せなら」と肯定的だった。紅野が成人してからは疎遠だったらしい。
紫呉の両親
声 - 仲村かおり（母）
料亭での宴の出席者として登場。母親は由希の回想シーンで顔が明かされている。息子とは疎遠の様子。紫呉は母親似。
楽羅の母
声 - 木村亜希子
「過保護型」寄りらしく、娘を心配する姿が見られる。楽羅が幼かった頃はそれなりに家庭が荒れていたようだが、今現在は物の怪憑きとしては珍しく幸せな家庭らしく、実親に虐待され実家から離された依鈴を預かっている。

## 海原高校
魚谷 ありさ（うおたに ありさ）
声 - なし / 今井由香 / 種﨑敦美
透の親友。元ヤンキー。ニックネームは、うおちゃん。
幼い頃、母親が家を出て行き父親は酒浸りになったため、悪い道に入っていき、小学5年生で暴走族デビューした。
情に厚く涙もろい姉御肌。更生するきっかけを与えてくれた今日子を今でも慕っている。背が高く（180cm台を目指しているらしい）美人なので、透にモデルに向いているのではと言われた。夾とは良い喧嘩友達だが、時には一緒になってツッコむことも。
ヤンキー時代、特攻隊長をしていたという伝説の「赤い蝶」今日子の話を聞いて強い憧れを抱き、自分の通う中学校にその娘がいると知って学校へ向かい、そこで出会ったのが透だった。最初はイメージとのギャップに拒否反応を示したが、やがて彼女の分け隔てない態度と今日子の温かさに心を開き、今では父親とも和解。
中学時代、先輩の秋本（あきもと / 声 - 森なな子）と今日子の助けにより暴走族から抜けることが出来た。また、今日子からヤンキー時代の特攻服を受け取っている。秋本のことは恩人と思っているが、遠くへ引っ越してしまったため疎遠となっている。
2年生の夏休みでは喫茶店やコンビニなどバイトを掛け持ちしており、バイト先のコンビニで出会った草摩紅野に恋愛感情を抱く。紅野と再会後は互いの想いを伝えて、高校卒業後は仕事をしながら頻繁に連絡を取り合うなど順調に交際中。
原作では金髪に茶色の瞳。アニメ第1作では蒸し栗色の髪に濃い青の瞳。

花島 咲（はなじま さき）
声 - 冬馬由美 / 安原麗子 → 冬馬由美（まんがDVD版） / 佐藤聡美
透の親友。ニックネームは、はなちゃん。
人の思念を電波の如く感じ取ったり、悪意の篭った思念（毒電波）を相手の脳内に送り込むことが出来る。その得体の知れない能力に加え常に黒い物を身に纏っている。度々着用しているお気に入りのマントは祖母の手作りで弟とおそろい。トイレ掃除など意外なことに熱中する癖がある。
基本的に無気力でやる気がない。成績が悪く、追試・補習の常習者（2年生の時には全て赤点）だが、次の年には赤点は一つも取らなかった。ローテンションな口調が特徴。何かしら食べているシーンが多数登場する。
スタイルは良く、余計なことをしなければ美人で通じるため、そのミステリアスな雰囲気から、男子には陰ながら多少人気があるらしい。弟の恵とあわせて、作者曰く「フルバ最強コンビ」とのこと。本人曰く「電波で人の心は読めない」らしいが、疑念を抱かせるようなシーンが多々存在する。
昔はその力をコントロール出来ず、周囲から「魔女」と囃し立てられ、酷いいじめを受けていたが、咲のSOSを受けた両親の発案で引っ越しし、転校する。転校先の中学校で透、ありさと出会い、本心を赤裸々に吐露したことをきっかけに変わることが出来た。毒電波の力で同級生に害を与えてしまった罪人の証として常に黒い服を着ていたが、今ではこの色でないと落ち着かない。転校後の中学と海原高校の制服の色が黒でないため、転校後は祖母のアイデアで代わりに黒いマニキュアをしている。
藉真がタイプの男性で、「藉真さん」と名前で呼ぶほど、徐々に親しくなりつつある。どこまで本気かは不明だが夾に「ママと呼んでいいのよ」と発言したこともあり、嫌がるというより怯えさせた。初めて出会った慊人をすぐに女性と見抜き、彼女のことを「あーちゃん」と呼ぶなど、作者自身も想定外に仲良しになったらしい。
卒業後は藉真の道場の賄いとして働いている。
原作では黒髪に黒い瞳。アニメ第1作では深緑の髪に由希よりやや薄い紫の瞳。

白木 繭子（しらき まゆこ）
声 - なし / 進藤尚美 / 生天目仁美
透たちの担任。長身でさばけた女性教師。古書店の一人娘。透が草摩家に居候している事を知る数少ない人物でもある。実は、はとりの元恋人である佳菜の大学時代からの親友で、紫呉やはとり、綾女とは旧知の仲。佳菜にはとりを紹介された時から彼に好意を寄せている。紫呉と一時期的に付き合ったこともあり、繭子は彼のことを「さざ波」と評した。
アニメ第1作目には登場せず、クラス担任は男性となっている。
ダチトモーズ
声 - 駒田航（ひろし）、佐藤元（ゆうすけ）
レギュラー化している透たちのクラスメイト。名前はアニメ第2作より。
お祭り好きでいつも明るい気のいいコンビ。ありさのことを「姐さん」と呼んでおり、彼女や夾とは仲がいい。ありさと共に夾をイジることも多い。翔とも親しい様子。夾と透が付き合いだした時は、クラスで一番初めにからかっていた。唸るほどモテたいらしい。
クラス副委員長
声 - 貫井柚佳
眼鏡をかけた真面目そうな風貌の女子生徒。由希と共にクラスをまとめている。
竹井 誠（たけい まこと）
声 - なし / うえだゆうじ / 福島潤
前生徒会長。透たちの1学年上。素子とは由希を巡るライバルで、毎度口喧嘩をしている。校則に厳しく、特徴的な毛色をした潑春を注意するが、彼にトイレに連れこまれて思わぬ形で地毛であることを証明させられた。言動や行動がかなり鬱陶しいため、周囲からは内心疎まれており、潑春・由希・夾曰く「バカ」。作者曰く「竹井さんちの誠くん」で、家柄は良いようである。
『another』では、海原高校の教師になっている。しかし鬱陶しい性格は全く改善しておらず、かつての由希への執着へと同じく由希の息子の睦生につきまとい、露骨にえこ贔屓している。左手に指輪をしており、結婚している様子。かつてのライバルである素子の娘の瑠璃子の他、同じく海原高校の教師となった恵も新たな敵となった。

### 生徒会メンバー
由希が会長を務める生徒会の面々。由希が成長していく過程で重要な役割を果たす。アニメ第1作には登場しない。
真鍋 翔（まなべ かける）
声 - なし / 鈴村健一 / 江口拓也
由希の生徒会会長就任時の副会長。ニックネームはナベ、トブナベ君。透たちと同学年。
常にテンションが高く、意味不明なノリで押しまくる性格だが、家の跡継ぎ問題が解決する中学時代までは、恋人である小牧曰く「すごく無口で、いつも怒っているみたいで近寄り辛い」雰囲気だったとのこと。
由希に「ゆんゆん」というあだ名をつけた張本人。由希は当初兄に似たハイテンションな性格を持つ翔を苦手としていたが、やがて打ち解けていく。
透とは今日子の葬儀の時に一度会い、同じ事故で親を亡くした小牧を思うあまり、「お前の方が不幸だと勘違いするな」と発言する。この言動を小牧に知られた際に、不幸比べで勝ったとしても嬉しくないと告げられ、当初は彼女の悲しみを理解できずにいた。しかし由希と関っていくうちに物事に関する思慮深さが芽生え、人の目線に立って考えることの大切さを日々勉強中とのこと。
真知の父の愛人の子であるため、真知の異母兄にあたる。どちらが跡取りになるかで、母親からかなりスパルタ教育を受けていた。だが、次第に親の言うとおりに従うことに嫌気が差し、跡継ぎを放棄した結果、真知の弟が家を継ぐことになった。現在は翔と同レベルのテンションで喧嘩するなど、親子仲は良い様子。
自分と似たノリの綾女と美音とはすっかり打ち解け、綾女のことは「司令」、美音のことは「副司令」あるいは「美音姉さん」と呼び慕っている。将来は小牧の実家の家業を継ぎたいと思っている。
倉伎 真知（くらぎ まち）
声 - なし / 甲斐田ゆき / 加隈亜衣
生徒会会計。翔の異母妹。透たちの1学年下。紅葉たちと同じクラス。歳の離れた弟がいる。
普段は無口、無表情で大人しいが、母親から「完璧」さを常に求められたことに対してトラウマを持ち、整然としているものを見ると破壊衝動に駆られてしまう。新品のチョークなど、真新しい物も苦手。由希と関わることで彼女も少しずつ変わっていく。
ウサギ好きで、モゲ太もウサギに似ているという理由で好きらしく、由希からのお詫びを兼ねたプレゼントであるモゲ太のペーパーウェイトを大事にしている。作中では、綾女が持っていた文字入りの大きなモゲ太の人形を限定品と見抜いたシーンもあり、相当のファンであるような描写がされている。その限定品のモゲ太人形は後に偶然発見した由希が購入し、プレゼントされている。
由希と次第に仲の良い雰囲気となり最終巻ではかなり親密な仲となっていた。
藤堂 公（とうどう きみ）
声 - なし / 田村ゆかり / 大久保瑠美
生徒会書記。透たちと同学年。
自己中心的な性格で、自分のことを「公」と名前で呼んでいるぶりっ子。男性には人気があり、女性には嫌われているが、そのようなことも気にせず由希ファンクラブの面々に向かって、わざと怒らせるような発言を繰り返す。翔は彼女の性悪な本性を知っており、由希に告げようとして殴られたこともある。
小学校時代の同級生に「ちょっとかわいいからって調子に乗るな」と言われたことで自分を「かわいい」と自覚したのが、今日の彼女たりえるきっかけであったらしい。高校卒業後、自分と対等に渡り合える男性と結婚した模様。
桜木 直人（さくらぎ なおひと）
声 - なし / 福山潤 / 市川蒼
生徒会書記。透たちの1学年下。
あだ名は直、直ちゃん。生真面目で堅物なため、おちゃらけた翔ややる気のない生徒会メンバーに怒鳴ることも。仕事が早く丁寧。実直さが災いしていつも翔や公にいじられている。
プリ・ユキ会長だった皆川素子に好意を抱いており、由希に一方的なライバル心を燃やしている。彼女の卒業式の日には彼女に「倖せになれるよう祈ってますから」と告げた。

### プリンス・ユキ
全女子生徒の半数が加入しているといわれている由希のファンクラブ。ただ、活動はかなり本格的なもので、由希を護衛するために全力を尽くすというパワフルで型破りな組織である。
皆川 素子（みながわ もとこ）
声 - なし / 清水香里 → 豊口めぐみ（ドラマCD版〈2005年〉） / M・A・O
透たちの一年先輩で、プリ・ユキ会長。透と似た、少し変わった敬語で喋る。
誰よりも真剣な気持ちで由希に恋しているが、そのためファンクラブの仲間にさえ苛立ちを感じることもあった。由希のこととなると暴走しがちな直情型だが、実は自分のことを客観的に見られる一面も。由希と親しい透や透を庇護する咲を敵視しているが、透が由希を変えていったことは認めている。卒業式の日に由希にありのままの想いを伝え、卒業していった。乙女チックな趣味を持ち部屋もそのように飾っている。なお、実家は乙女チックとは縁遠い八百屋。竹井会長とは由希を巡って犬猿の仲。
原作では藍色の髪色。アニメ第1作では茶系の髪色。
木之下 南（きのした みなみ）
声 - なし / 浅井晴美 / 石上静香
透たちのクラスメイト。かつてはプリ・ユキ二年代表で、アニメでは副会長。独占欲が強く、由希と仲が良い透に何かと突っかかっては、ありさや咲に一蹴されている。咲の「毒電波」の被害者で、幻聴にうなされ一週間寝込んだことがある。二年の時の文化祭では、「シンデレラっぽいもの」で継母役を演じた。
山岸 美緒（やまぎし みお）
声 - なし / 梶田夕貴 / 春野杏
透たちの1学年下（アニメでは透たちと同学年）で、かつてはプリ・ユキ一年代表。紅葉や真知と同じクラス。誰にでも従う素直な性格に見えて、実は自己中心的。プリ・ユキ会長になることを望んでいるが、彼女が三年になる頃には由希は卒業している。
相田 リカ（あいだ リカ）
声 - なし / 松本美和 / 安済知佳
素子の友人で同級生。ピッキングを特技とし、「この私に開けられない学校の鍵はない」と公言する。
後藤 舞（ごとう まい） / 岩田 舞（いわた まい）
声 - なし / 鈴木薫 / 岡咲美保
原作には名前は出てこない。名前はアニメ第1作では後藤、第2作では岩田となっている。
アニメ第1作では素子や南たちと一緒に花島宅に潜入。カエルの被り物を被っていた。

## その他の人物
本田 今日子（ほんだ きょうこ）
声 - なし / 安原麗子 / 沢城みゆき
透の母親。故人。旧姓・勝沼。透や由希、夾ら人物の少年時代に多大な影響を与えた母親。彼女の存在が本作に時間的な深みを与えており、作中のキーパーソン的な存在。かつては「赤い蝶」と呼ばれた伝説のヤンキーだった。
冷たい家庭で育ち、他人を拒絶し打ち解けようとしない少女へと成長した今日子だが、心の底では激しく愛情を求めていた。そのことに初めて気付いたのが、教育実習生として彼女の通う中学へ来ていた本田勝也だった。その後不良を辞める決意をするが、その事が気に喰わなかった不良仲間から暴行を受け、受験も出来ず親にも勘当される。元ヤンを理由に勝也の親戚からも嫌われていたが、紆余曲折を経て勝也と結婚、透を出産するが、勝也は出張中に風邪をこじらせ還らぬ人となる。哀しみに囚われ自分の命を絶とうとするが、娘である透への思いが彼女を引き留めた。透が高校1年の時、仕事に行く途中に交通事故に遭い、亡くなる。その場には夾が居合わせており、事故を防げなかったことを夾は今も悔やんでいる。死ぬ直前、混濁する意識の中で視界に写る夾を見つけて、昔頻繁に会っていた少年だと気付き、当時の約束を守ってもらうために夾に向かって「（約束を守ってくれないと）許さないから」と言った。しかし夾はその言葉を、見殺しにしたことに対する追い詰めだと思い込み引きずっていた。
本田 勝也（ほんだ かつや）
声 - 細谷佳正
透の父親。故人。今日子の通っていた中学に教育実習生として赴任したことがきっかけで今日子と出会う。だが、教師にはならず、薬品関係の仕事につく。幼いころ病気で亡くなった母親のことが心の隅にあったかららしい。
クセのあるシニカルな性格だが、昔はもっとひねくれていたらしい。透の口調は勝也譲りだが、透自身はあまり父親の記憶がなく、この口調も母の言葉を元に覚えたもの。当時は父親と不仲で、いつしか厳格な父親やその周囲が満足する「自分」を形成することを覚えてしまい、そんな自分を今日子と同じように「さびしい」と思っていた。透がまだ幼い頃に出張先で風邪をこじらせ、若くして逝ってしまう。今日子と娘である透を心の底から愛していた。アニメには第2作で登場。
透の祖父
声 - なし / 増岡弘 / 魚建
勝也の父。名前は不明。昔は周りから尊敬された教師だった。勝也、今日子を支え、透の唯一の理解者的存在となっており、本田家にとっても重要な人物である。一時期、身寄りを無くした透と同居していたが、娘家族に同居を誘われてからは彼女らと暮らしている。アニメでは透はありさに「じいさん似」と言われており、透そっくりの天然ボケを連発したりする。呆けはじめているように見せかけ、透のことをわざと「今日子さん」と呼ぶが、これは彼なりに「今日子がいた」ということを繋ぎとめておきたかったためである。勝也とは蟠りがあったが、彼が今日子と出会ってからは少なからず解れたようである。
透の叔母家族
声 - 園崎未恵（叔母）、前川涼子（従姉）、江越彬紀（従兄）
勝也の妹である透の叔母と、透と年の変わらない長女、警察官志望の長男。
叔母は体面を重視する考えの持ち主で元ヤンキーである今日子を嫌っており、その娘である姪の透の事も厄介者としてしか見なしていない。従兄は透に対して下卑た態度を見せており、由希から「ゲス」呼ばわりされている。
花島 恵（はなじま めぐみ）
声 - なし / 南央美 / 藤井ゆきよ
花島咲の弟。透たちより3学年下である。咲のように電波は使えないが、相手の名前さえ分かればどんな呪いも簡単にかけられるらしく､特技は「呪詛返しをさらに返す事」（もともと、咲をいじめた相手を倒すために覚えた特技らしい）。咲の良き理解者。姉よりも世渡り上手（本人談）のため、学校でいじめに遭うことはなかった。
咲と自分は全然似ていないと思っているが、他人からは全くそう思われておらず、まるで生き写しのようにそっくりな外見をしている。姉同様、黒い服を好む。以前は姉に付き合って着ていただけだったが、今ではすっかり本人も気に入り、姉と同じくもう黒でないと落ち着かないらしい。まだ中学生だが精神的にはかなり達観しており、世渡り上手。オヤジ的な発言もするので、ありさ曰く「中学生らしくない」。透・ありさ・咲の3人が学校外で集まる時はボディーガードと称して彼も一緒のことが多い。好物は団子。
なお、アニメ第一作でプリ・ユキが花島家を調査して恐怖体験を味わうエピソード（第18話）は、当時話題になっていたホラー映画『ブレア・ウィッチ・プロジェクト』のパロディになっている。
『another』では、海原高校の教師になっており、主人公・彩葉の担任として登場する。テンションの低い口調と黒を基調とした服装は相変わらずである。
咲の両親
声 - 野島裕史（父）、かかずゆみ（母）
咲・恵姉弟の父・母。異能の力を持つがゆえに苦しむ咲を深い愛情で護り続けた。親が子を拒絶する姿が度々描かれる本作品ではあるが、彼らは逆に親の無償の愛を示す姿として描かれた。父母共に温厚で、咲や恵のような特殊な力はない。夫婦間・嫁姑間の関係も非常に良好。咲に親友が出来、力のコントロールが可能になり周囲から迫害されることもなくなって、さあ一安心と思いきや、今度は彼女の学業への余りの関心のなさから呼び出しを受けまくるという多難な両親。
咲の祖母
声 - 渡辺美佐
咲・恵姉弟の父方の祖母。さばけた性格で、咲の黒マニキュアのアイディアを提案したのは彼女である。孫娘である咲が自分の力で苦しんでいることにもどかしさを感じていた。
ありさの父
声 - 野川雅史
妻（ありさの母）が浮気をして家を出てからは、酒びたりの毎日を送っていた。しかし、ありさが更生してからは自身も変わっていき、今では娘の三者面談にも顔を出すようになった。少しお茶目なところもある。
友田 邦光（ともだ くにみつ）
声 - なし / 長谷川俊介 / 田丸篤志
藉真の弟子で、秘書の役割もしている青年。藉真や夾の仲立ちをしたり、二人の理解者として近しい関係にある。藉真とは子供時代に出会い、その当時から慕い尊敬していたらしい。十二支たちの一部とも知り合っており、相手が依鈴であっても周りと同等の態度で接する。周囲の兄貴分的な立場にいることも多い。夾とともに、天然な藉真のツッコミ役でもあり、夾と彼の父親との間の内情も知っているが、草摩の人間ではないため十二支の呪いなどの秘密は知らない。
倉前 美音（くらまえ みね）
声 - なし / 高橋美紀 / 井口裕香
綾女の店で働いている従業員。眼鏡（伊達の可能性もある）を掛けた可愛らしい女性。いつでも明るく、笑みを絶やさない。いつもメイドの格好をしているが、アニメではその他の格好（ナース服や制服など）も気分によって着こなしていると語っている。可愛い女性を見ると、着せ替えをさせたくなる習性の持ち主で、透や透のクラスメイトが狙われ、結果透は彼女の被害に遭った。翔とも仲が良く、「副司令」と慕われている。綾女のノリについていける唯一の人間で、彼の良き理解者であると同時に恋人同士でもあり、同棲もしている。店長である綾女のことを「テンチョ」と呼んでいたが、綾女の呪いが解けてからは「アヤ君」と呼ぶようになる。
中尾 小牧（なかお こまき）
翔の彼女。おっとりとした雰囲気の優しい性格の少女で、翔とは別の高校に通っている。実家はクリーニング屋。
父親を事故で亡くしているが、その事故とは今日子が亡くなった交通事故であり、今日子の葬儀には翔と共に訪れている。好物は肉で、翔に勝手に「肉☆天使」なるあだ名をつけられてしまっている。かなり素直な性格で、翔から聞いた「家庭の事情で由希は男装をしている」という嘘を鵜呑みにしていた。親が留守がちのため翔の家（翔の家も親が留守のことが多い）によく出入りし、半同棲のような状態になっている。
アニメ版には未登場。
翔の母
真知の父の愛人。真知の母に負けまいと、翔をスパルタで教育してきたが、彼の本心を知ってからは更生。面食いの様子で、由希に会えなかった時はミーハーな発言と共に翔を責めまくっていた。
真知の母
声 - 柚木涼香
夫の愛人である翔の母以上に、真知をスパルタで教育してきた。プライドの高い人物で、いつでも真知に「完璧」であることを強要してきたが、謙遜から他人の前では真知を貶し続けてきたことが、幼い真知にストレスを与え続けてきた。後に息子（真知の弟）が生まれ、その子が跡継ぎになることが決まったため、一転して今度は真知に何も期待をかけなくなった。後に、真知が眠っている弟に布団をかけようとしたところを、嫉妬で弟を殺そうとしたと一方的に誤解して彼女を家から追い出す。一方、自身の育て方が間違っていた事を自覚していた節もある。
その後の真知との関係は不明だが、一人暮らしの真知の元に肉を送るなどしていることが本編で描写されている。作者によると、由希が真知と結婚するために彼女の実家に訪れた際に何か騒動があったらしい。
ただ、翔の母と違って本質的には改心していなかったため、『another』においてもやはり真知とは良好な関係ではない。真知の息子で孫の睦生には「残念ながらアレはもう死ぬまでああかも」と呆れられている。

## モゲ太
モゲ太
声 - 小桜エツコ
作中で度々登場するアニメ作品「モゲ太」の主人公（?）。その他、単行本や劇場版の存在も確認される。いつもアリと一緒にいる謎の生命体。小中学生を中心に人気の様子で、杞紗と燈路もファン。劇場版では、敵によって洗脳されてしまっていた。性別は女の子。
アリタミス・ドンパニーナ・タイオス
声 - 戸松遥
「モゲ太」の登場人物。名前が長い為、「アリ」と略して呼ばれる。彼こそが主人公である可能性のほうが高い。家庭のストレスをぶつけてくる大人気ない敵といつも戦っている少年。モゲ太と一緒に冒険をしており、彼（彼女）の良きパートナー。守銭奴らしい。他にも、ヒロインらしき少女（声 - 古賀葵）も存在が確認されるが、名前は不明。

## モブキャラクター
満（みつる）
声 - なし / 岡村明美 / 赤﨑千夏
紫呉の担当編集者。語尾に「よ」「ね」をつける。口癖は「うあーん」。愛称は「みっちゃん」。
透からはみっちゃんさんと呼ばれている。
小柄で若い女性だが、紫呉が仕事を放り出してどこかへ逃亡するとすぐにパニックになり、自殺を図ろうとする。
利律と性格がかなり似ており、初対面で彼と意気投合した。それからは彼と恋人として良好な関係を築いている。
紫呉の仕事を辞めて利津を結婚せずに男性を結婚する旅に出た。
板長
声 - 矢部雅史（アニメ第1作）
アニメ第1作オリジナルキャラクター。かなりの猿顔。草摩が経営する旅館の調理を担当している。腕は確かだが、些細なことで取り乱し絶叫しながら謝罪するクセがある。利津の母とは従兄妹（または従姉弟）の間柄にあり、叫びながら謝罪するクセを由希は遺伝と考えていた。

## フルーツバスケットanother
三苫 彩葉（みとま さわ）
『another』の主人公。海原高校1年生。どこにでもいるごく普通の少女。昔遭った事故で腕を負傷しており、今でもたまに痺れることがある。
幼少期、前日まで仲良くしていた友人たちに理由も告げられずに突然拒絶され、仲間外れにされたことが強い心の傷となっている。その時の経験や母親との関わりあいから、自身のことを知らぬ間に他人を不快にさせる人間だと思い込んでおり、何をやっても周りに迷惑をかけてしまう自分を嫌っている。そのせいで常に俯く癖がついていた。睦生とはじめに出会い、突然生徒会メンバーに引き抜かれる。なぜか草摩家の一部の人間には、初対面にもかかわらず名前が知られていた。
母子家庭だが、母親は普段から何日も家を空けていて、たまに帰ってきて彩葉と顔を合わせると、挨拶がわりに恩着せがましい発言を繰り返し次第にヒステリックになる。そのため親子関係は悪く、実際に虐待に等しい仕打ちを受けている。
草摩の人々や、生徒会での仕事、友人となった天音たちとの出会いをきっかけに前向きな姿勢を取り戻しつつある。初対面であるはずの志岐を特別な存在として意識している。
彩葉は覚えていなかったが、実は幼少期、母親によって真冬の屋外に長時間放置され、冷えきった状態で階段から落ち、車の窓から偶然彩葉を見かけて気にしていた志岐に助けられたという過去があり、腕を負傷した事故はこの出来事に起因していた。その後、母親が草摩家を脅迫して賠償金を請求したために草摩一族全体を震撼させる騒ぎとなり、一部の草摩の人々が彩葉の名を知っていたのはそのためであった。
草摩 睦生（そうま むつき）
海原高校2年の男子生徒で、灰色に近い白髪、睫毛が長いのが特徴。生徒会の副会長を務める美少年。学校では王子様的な人気を誇る。何かと彩葉を助け、彼女に対し紳士的に振る舞う。彩葉を生徒会のメンバーに任命する。彩葉のことは出会う以前から知っている様子がある。
由希と真知の一人息子。一族の呪いについては中学生になってから知らされた。かつて紫呉や由希らが暮らしていた家で帛やはじめと同居しており、父が使っていた家庭菜園を復活させているが、料理は苦手な模様。また、整理整頓も苦手で、生徒会室が腐海のように散らかっている時はだいたい彼のせい。
草摩という古い家の中で日々孤独を選んで生きようとする志岐を人一倍心配しており、はじめの弟が拾った生徒手帳が、偶然志岐が救出し今でも気にし続けている彩葉のものであったことから、彩葉を利用して志岐を外の世界に連れ出そうと画策した。
草摩 はじめ（そうま はじめ）
海原高校3年生。生徒会会長。特徴的なオレンジ色の髪は父親譲り。顔もどちらかというと父親似。ぶっきらぼうな性格で口が悪いが根は優しく、彩葉に対しても優しく見守っている。家族が大好きらしく、睦生にはことあるごとにからかわれることが多い。初対面の彩葉に顔を踏まれた（事故）。雨の日は体調が悪くなる。草摩家に伝わっていた十二支の呪いについては知っている。1巻描きおろしによれば、高校受験前に知らされたようで、睦生より後だったことを知り苛ついている。
夾と透の長男。現在、両親と弟妹は地方で暮らしており、はじめのみ学業のために上京している。父方の実の祖父を嫌い、「じいちゃんと呼べるのは藉真じいちゃんだけだ」と公言する。彩葉が路上で人にぶつかった時に落とした生徒手帳を返したが、ぶつかった相手が用事のため上京していた彼の弟で、ぶつかった時持っていた荷物に紛れていた手帳を彼が預かったことによるもの。
母親を嫌うのは良くないことだと思い悩む彩葉に、自身の父方の祖父のことを「家族じゃない」、「誰に何と言われようと嫌いなものは嫌い」と言い切った上、産み育てた親だとしても子どもに何をしてもいいわけはなく、踏みにじられても感謝して笑っていろなどということはただの呪いであると諭し、彩葉の心を救った。
当初、彩葉のことは「幼い志岐を脅迫した女の娘」として、関わっても安全なものかと警戒していた。しかし、身内であっても絶対に分かり合えない人間がいて、そのような人間と必ずしも和解する必要などはないということを身をもって体感しているにも拘らずそのように考えたことについて彩葉に打ち明け、謝罪した。
草摩 志岐（そうま しき）
初夏の休日に路上で具合を悪くしていたところを彩葉が介抱し、帛やはじめ、睦生の家まで送り届けた美少年。礼儀正しく敬語を崩さない落ち着いた性格ではあるが、どことなくミステリアスな一面も覗かせる。囲碁部に所属する中学一年生で、千弦やリオとは学年が異なるが部員同士交友がある。彩葉とは上記の出会いが初対面ではない様子で、彼女を心配し気にかけている節がある。また、彩葉に対し淡い恋心を抱いている。
草摩家当主である草摩慊人と草摩紫呉の一人息子。中性的な美しい容姿に、少し伸ばしたもみあげが特徴的な黒髪と白い肌は母親ゆずり。
母が当主であることから幼少期から草摩の古いしきたりに振り回され、祖母である楝からは強い悪意を受け続け、また虐げられる母を見続けたことから他人と関わることを極力避けるようになり、孤独であることを選ぶようになっていた。
幼少期の彩葉が屋外の階段から転落した事故の際、車で移動中に見かけて気になっていた少女が復路で転落していたため、救急車を呼ぶなどして助けた。その後は彩葉の母親から言いがかりをつけられ、彩葉を階段から突き落としたとして賠償請求までされるが、母親を待ち続けて泣いていた彩葉がまたつらい目に遭うことはないだろうかと黙秘を貫き、その後彩葉と再会するまで、彩葉を想い続けていた。
草摩 陸（そうま りく）
海原高校1年で、彩葉のクラスメイト。昊の双子の弟。近寄りがたい雰囲気に威圧するような物言いは誤解されやすいが、人を気遣う不器用な優しさを持っている。草摩潑春と草摩依鈴の息子。白髪だが、もみあげの部分の黒髪が特徴。外見は父親似だが、性格は母親ゆずり。
後に彩葉の友人となるクラスメイトの天音に気があるらしく、天音に非常に優しい。天音が仲良くなる前の彩葉と弁当を食べたがっていたにもかかわらず、それに気付かなかった彩葉が瑠璃子と（半ば強引に）昼食を取っていたことに思うところがあったらしいことが彩葉との出会いのきっかけである。
草摩 昊（そうま そら）
海原高校1年。陸の双子の姉。二卵性のため彼とは見た目も性格も似ていない。黒髪のロングヘアをツインテールにしている。陸とは反対に明るく元気な性格で、親しい人物をあだ名で呼ぶ。草摩潑春と草摩依鈴の娘。外見は母親似だが、人懐っこい天然な性格は父親ゆずり。
草摩 帛（そうま きぬ）
睦生とはじめと同じ家に暮らしている女性。大学1年生の19歳。基本的な呼ばれ方は「帛姉（きぬねえ）」だが、昊からは「きぃくん」とくん付けで呼ばれている。掴みどころがないマイペースな性格。草摩はとりと白木繭子の娘。外見は母親似だが、性格や振る舞いはどことなく父親の影響を感じさせる。
草摩 響歌（そうま ひびか）
草摩綾女と倉前美音の娘で千弦の姉。両親の服飾店兼雑貨屋の2号店開店準備を弟と共に任されていたが、両親が旅行に行ったことに触発され、唐突にパリへ行ってしまう。見た目は母親似、弟を振り回す自由な性格は基本的に父親似だが、可愛い女の子を見るとお着替えさせたくなる習性は母親のそれを継いでいる。
志岐や弟の友人であるリオのことは普通に呼ぶが、弟のことは「ちる君」と呼んでいる。また、昊や海原高校生徒会の関係者からは「ぴか」と呼ばれることがある。
草摩 千弦（そうま ちづる）
草摩綾女と倉前美音の息子で響歌の弟。口は悪いが中身は常識人。エキセントリックな両親と比較され、あまり似ていないと言われることがコンプレックスではあるが、自分は自分で良いんだと割り切ることが出来ている。中学二年生で、志岐とは学年が違うが部活が同じで仲がいい。
昊や海原高校生徒会の関係者からは「ちづー」と呼ばれている。
草摩 美那（そうま みな） / ミーナ
彩葉が借りた服を返しにはじめたちの家に行った日に出会った少女。愛称はミィ。身長は彩葉より頭ひとつ低い。紅葉の娘で、紅葉が海外出張中のため、帛の所に預けられていた。野球チームに入っていて、試合に出るつもりだったが熱を出して数日寝込んでしまい、出られず。鬱憤晴らしのために昊や彩葉をバッティングセンターに誘う。
彼女のセリフのみ、人名がカタカナ表記になっている。また、彩葉と出会った際に「日本名」という名乗り方をしていたので、母親は外国人と思われる。
蔭山 瑠璃子（かげやま るりこ）
海原高校2年で、睦生の同級生。草摩一族全員を平等に愛し讃える草摩ファンクラブの代表。常に敬語で話すお嬢様じみた女子生徒。母親も海原高校出身で、その当時在籍していた草摩一族のとある人物に心酔していた。その母親が皆川素子であると示唆される描写がある（つまり心酔していた相手は由希）。竹井先生とは仲が良くない様子。
長谷川 巳緒（はせがわ みお）
海原高校2年の女子生徒。生徒会会計。
羽佐田 千明（はさだ ちあき）
海原高校2年の男子生徒。生徒会書記。新学期早々風邪で寝込んでいた。
真鍋 理（まなべ みち）
睦生が姉のように慕う女性。海原高校3年。真鍋翔と中尾小牧の娘で、中学生の弟・輝（こう）がいる。はじめや昊たちとも仲がよく、はじめたちとすき焼きパーティーをやったりする。
リオ・モスカ
志岐と千弦が通う中学校の生徒。陽気な性格で、「志岐と千弦の友達ならボクにとっても友達」と言い切る。三年生で、二人とは学年は異なるが同じ囲碁部の部員で友人同士。実は花島恵の甥（母親が花島咲）。恵によれば「電波は飛ばせない系男子」（つまり咲のような能力はない）。父親は外国人の様子。
アパートの管理人
彩葉が暮らすアパートの管理人の女性。彩葉の母の家賃滞納に悩まされているが、その事に対する文句を毎朝彩葉に言っては遅刻の原因を作っている。一方で彩葉の母の本性には全く気付いておらず、女手一つで苦労して娘を育てる苦労人だと勘違いしている。
彩葉の母
名前は不明。一見すると穏やかで微笑みを絶やさない雰囲気を持つが、極めて歪み切った本性の持ち主。シングルマザーでありながら多数の恋人を持ち、彩葉を家に一人放置したまま何日も帰ってこず、しばしば家賃の支払いも忘れるなど、母親としての自覚や責任感は皆無。外面が良い為に周囲は彼女の本性に気づいておらず、娘の彩葉が一身に迷惑を被っている。
娘の性格・生き方・友人関係を支配して（スマホを回収して送受信の記録をチェックしようとするほど）否定することに生きがいを感じており、幼少期から度々嫌がらせを繰り返した。口を開けば嫌味か悪態ばかりが飛び、言い返すとヒステリックに叫んで暴れ出し手がつけられなくなるため、彩葉は黙り癖がつく事となった。
実は彩葉だけではなく、幼少期の彩葉の友人やその親たちにも嫌がらせをしており、彩葉が孤立する原因を作っていた元凶であった。
気まぐれで幼い彩葉を連れて外出した際、彼氏から連絡が入ったことで彩葉を真冬の屋外に放置し、その後彩葉が怪我をした際に偶然居合わせて救出した幼い志岐を脅迫し、娘を階段から突き落としたとして草摩家に膨大な賠償金を請求するという暴挙に出る。そのやり口はゆすりに近く、幼い子に容赦なく言いがかりをつけて脅迫するという卑劣な手段や、草摩一族にこのようなことをする一般人がいるという驚異から草摩の人間の間ではかなり話題となり、娘の彩葉ともども名前が知れ渡ることになった（賠償金に関してどのような決着がついたのかは不明だが、本人は「穏便に終わらせてあげたからもう関係ない」としており、睦生は「綺麗に片付いた（ので彩葉が気にする必要はない）」と発言している）。
陸の言葉から、潑春にして「あのいきものはなかなかのやばさ」「やばい奴ランキング上位に食い込むやばさ」と言わしめ、帛にも「彼女が何をしたいのか考える義理も彼女に心を痛める価値もなく、逆にその心根すら踏みにじって利用するだけの人間」と唾棄されている。

## 十二支の呪いについて
単行本22巻で十二支の呪いについての謎が明らかにされるが、草摩家の人間が物の怪憑きとなった理由は不明なままである。
呪いの解けた原因もはっきりと明言されていないが、登場人物による推測や作中の描写から『呪いの力が弱まってきていた』と考えられる。作中で判明する『紅野の呪いがある日突然解けた』『本来は龍の姿に変身するはずの龍（辰）の物の怪憑き（はとり）がタツノオトシゴに変身する』といった現象も、それを裏付ける内容と言える。また、『本来は極端に年が離れていたり、欠けた状態で幾年も経つのが当たり前であった十二支が、大した年の差もなく全員が揃う』という事態に対し、紫呉は「最後の宴会だから全員揃った」と推測していた。
『another』の時間軸は透や由希たちの子供の世代であるため、呪い自体は解けた後である。しかし、十二支の子供たちの髪色が親と同じ（睦生は色こそ薄いものの由希と同じグレー、はじめは夾と同じオレンジ、陸は潑春と同じツートンカラーなど）であったり、はじめが雨の日に体調を崩すなど、呪いの影響である体質の遺伝が確認できる。